# FK Bosna Union
FK Bosna Union je bio bosanskohercegovački nogometni klub sa sjedištem na Ilidži kraj Sarajeva.

## Povijest
Klub je osnovan 2014. godine pod nazivom Bosna Sema prema Bosna Sema - Obrazovnim institucijama. Iste godine počinju se natjecati u 1. županijskoj ligi ŽS koju odmah osvajaju. U sezoni 2015./16. osvajaju Drugu ligu FBiH – Centar čime drugu sezonu za redom ostvaruju promociju u ligaškim natjecanjima. U premijernoj sezoni u Prvoj ligi zauzimaju pretposljednje mjesto i ispadaju u niži rang natjecanja nakon čega mijenjaju ime u Bosna Union. U lipnju 2019. godine spojio se s Igmanom s Ilidže na način da se Igman nastavio natjecati u Drugoj ligi – Centar, a Bosna Union je ugašen.
Svoje utakmice igrali su na pomoćnim terenima Stadiona Koševo. 